# 2002 UX25

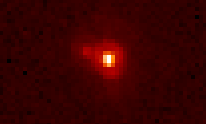
2002 UX25

2002 UX25 är ett stort objekt i Kuiperbältet. Det upptäcktes av Spacewatchprogrammet den 30 oktober 2002 vid Kitt Peak-observatoriet. Dess medelavstånd till solen är ungefär 42,7 AU. Olika källor har olika uppfattningar om objektet ska klassificeras som en cubewano eller en scattered disc.

## Måne
Den 26 augusti 2005 upptäckte Michael E. Brown och T.A. Suer en måne med hjälp av rymdteleskopet Hubble. Den har en diameter på 210 kilometer. Avståndet till huvudobjektet är 4 800 km och omloppstiden bedöms till 8,3 dygn.